# 鱼龙站 (平安北道)
魚龍站（韓語：어룡역）是朝鮮民主主義人民共和國平安北道球场郡的一個鐵路車站，属于满浦线和龙门煤矿线。

## 历史
- 1941年5月1日，落成使用[1]。

## 邻近车站
满浦线
球场青年站 - 魚龍站 - 新兴洞站
龙门煤矿线
魚龍站 - 龙门煤矿站